# Miffy
Miffy, conosciuta nei Paesi Bassi come Nijntje, è un personaggio ideato nel 1955 dal disegnatore olandese Dick Bruna. Si tratta di una coniglietta bianca antropomorfa e stilizzata che a volte indossa una lunga veste di colore arancione o blu.
Miffy nacque come protagonista di una fortunata serie di libri illustrati per bambini per poi comparire in altri media.

## Storia editoriale

### Ideazione
Originariamente conosciuta solo come Nijntje (diminutivo di konijntje, lett. "coniglietto"), Miffy venne ideata nel 1955 da Dick Bruna e compariva nelle storie che lui raccontava al figlio Sierk. Secondo una testimonianza del disegnatore:
 Bruna realizzò il personaggio ispirandosi al modernismo di Matisse, artista da lui scoperto durante un viaggio a Parigi e dal movimento De Stijl, in particolar modo Gerrit Rietveld e la sua casa Rietveld Schröder. A differenza di come appare oggi, tuttavia, il personaggio non aveva sesso, aveva le orecchie cadenti e la testa irregolare. In seguito l'estetica del coniglio cambiò assumendo i connotati odierni; nel 1970, Bruna decise di vestirlo e di renderlo un personaggio femminile. Le vennero affiancati altri personaggi, tra cui il cane Snuffy, l'orso Boris e il maiale Poppy. Il suo nome "Miffy" venne dato per la prima volta alla traduttrice inglese delle sue storie Olive Jones, la quale considerava "Nijntje" troppo difficile da pronunciare per i non olandesi.

### Successo
Miffy è oggi conosciuta in tutto il mondo. I 115 albi illustrati per ragazzi in cui compare vennero tradotti in decine di lingue diverse e vendettero complessivamente oltre ottantacinque milioni di copie. Il personaggio è anche protagonista di molti corti animati e di un cortometraggio diretto nel 2013 da Hans Perk. A lei è dedicata la casa-museo di Dick Bruna, che si trova a Utrecht.